# Sachalin-Fichte
Die Sachalin-Fichte (Picea glehnii) ist eine Art aus der Familie der Kieferngewächse (Pinaceae). Sie ist im östlichen Russland sowie in Japan heimisch.

## Beschreibung

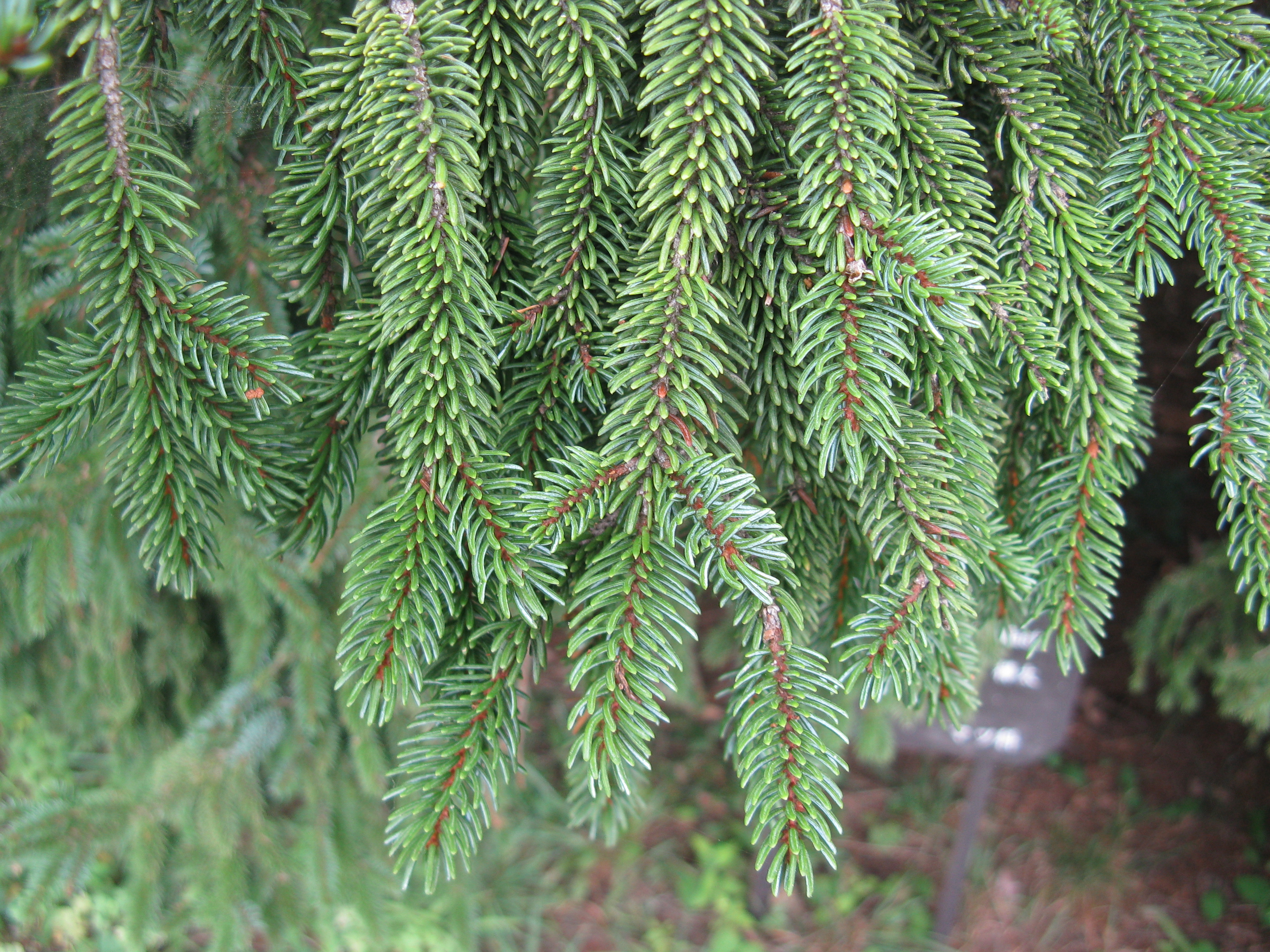
Zweige mit Nadeln

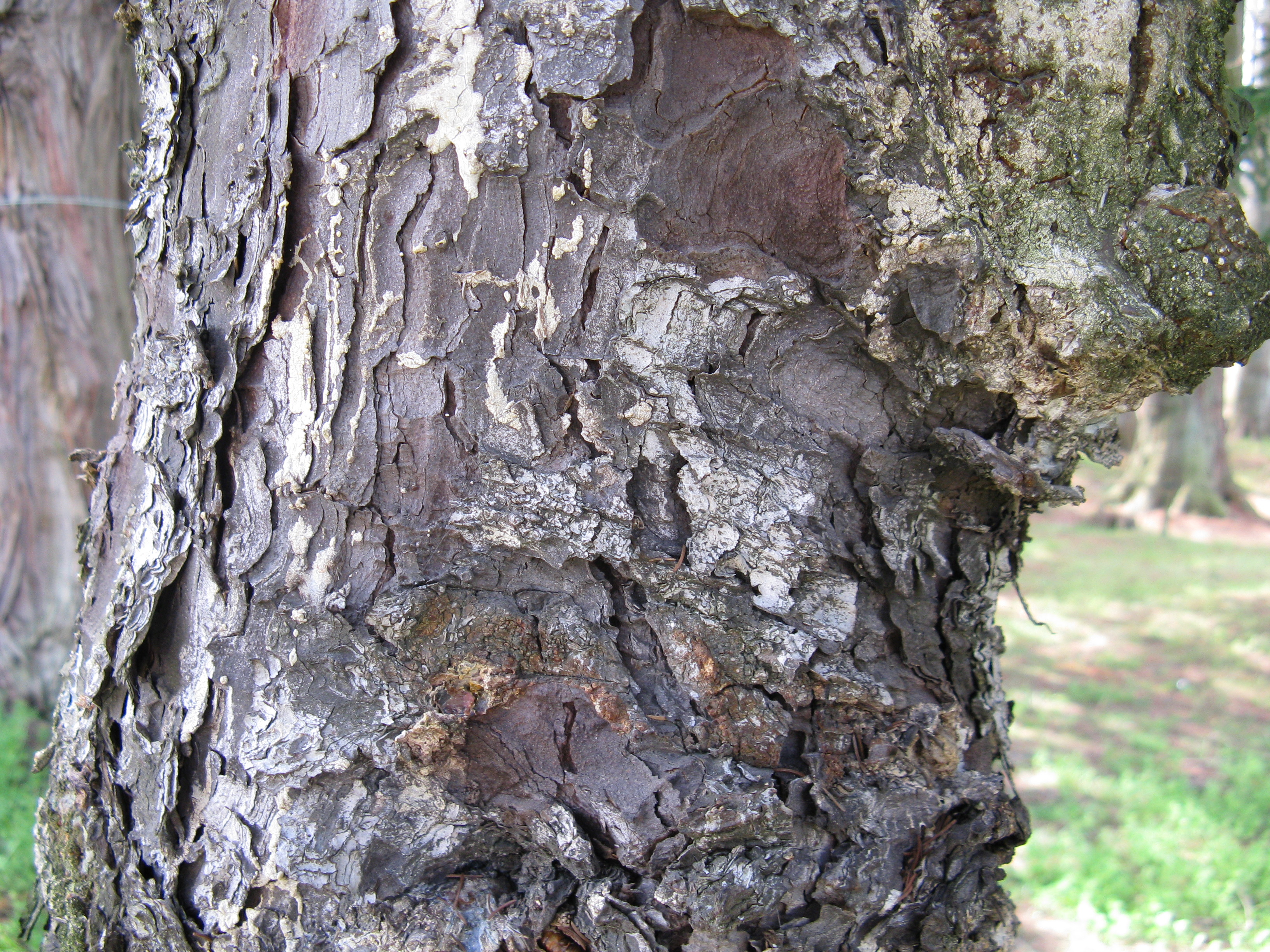
Borke

Die Sachalin-Fichte wächst als immergrüner Baum, der Wuchshöhen von bis zu 30 Metern und Brusthöhendurchmesser von bis zu 1 Meter erreichen kann. Die graubraune Borke ist gefurcht und blättert in Schuppen ab. Die rotbraune, gerillte Zweigrinde ist dicht mit bräunlichen, flaumigen Haaren besetzt.
Die dunkelgrünen Nadeln stehen an 0,6 bis 0,7 Millimeter langen Pulvini. Die ledrigen Nadeln sind bei einer Länge von 0,8 bis 1,2 Zentimeter und einer Breite von etwa 0,1 Zentimeter viereckig geformt. Ihre Spitze ist zugespitzt. Auf der Nadeloberseite befinden sich zwei deutlich erkennbare, weiße Stomatabänder. Die zwei Stomatabänder auf der Nadelunterseite sind unauffällig und nur schwer erkennbar. Jede Nadel weist zwei Harzkanäle auf.
Die Sachalin-Fichte ist einhäusig-getrenntgeschlechtig (monözisch) und die Blütezeit liegt im Juni. Die rotbraunen männlichen Blütenzapfen stehen an einem etwa 0,2 Zentimeter langen, dünnen Stiel und sind bei einer Länge von 0,7 bis 1,4 Zentimeter und einer Dicke von rund 0,4 Zentimetern zylindrisch geformt. Die halbsitzenden Zapfen sind bei einer Länge von 3 bis 5 Zentimetern und einer Dicke von 2 bis 2,5 Zentimetern zylindrisch geformt. Sie sind anfangs dunkel rot-violett und verfärben sich zur Reife im September hin braun. Die zahlreichen, holzigen Zapfenschuppen sind kugel- bis verkehrt eiförmig und werden 0,8 bis 1 Zentimeter lang und ebenso breit. Ihre Basis läuft keilförmig zu. Die hellbraunen, verkehrt eiförmigen Samen werden etwa 3 Millimeter lang und rund 1,5 Millimeter breit. Sie haben einen verkehrt-eiförmigen, hellbraunen Flügel, welcher 5 bis 6 Millimeter lang und 3 bis 4 Millimeter breit ist.
Die Chromosomenzahl beträgt 2n = 24.

## Verbreitung und Standort
Das natürliche Verbreitungsgebiet der Sachalin-Fichte liegt im östlichen Russland sowie in Japan. In Russland umfasst es den südlichen Teil von Sachalin sowie die Inselkette der Kurilen. In Japan findet man die Art auf den Kurilen, auf Hokkaidō sowie im nördlichen Teil von Honshū.
Die Sachalin-Fichte gedeiht von Seehöhe bis in Höhenlagen von 1600 Metern.
Sie wird in der Roten Liste der IUCN als „nicht gefährdet“ eingestuft. Es wird jedoch darauf hingewiesen, dass eine erneute Überprüfung der Gefährdung notwendig ist.

## Nutzung
Die Sachalin-Fichte wird als Ziergehölz gepflanzt.

## Systematik
Picea glehnii wird innerhalb der Gattung der Fichten (Picea) der Untergattung Picea, der Sektion Picea, der Untersektion Marianae und der Serie Rubentes zugeordnet.
Die Erstbeschreibung als Abies glehnii erfolgte 1868 durch Karl Friedrich Schmidt in „Reisen im Amur-Lande und auf der Insel Sachalin im Auftrage der Kaiserlich-Russischen Geographischen Gesellschaft ausgeführt“, Seite 176–177. Maxwell Tylden Masters überführte die Art als Picea glehnii im Jahr 1880 in der Zeitschrift The Gardeners’ Chronicle, new series, Band 13, Seite 300 in die Gattung Picea. Das Artepitheton glehnii ehrt den deutsch-baltischen Botaniker Peter von Glehn, welcher die Art entdeckte. Ein Synonym für Picea glehnii (F. Schmidt) Mast. ist Pinus glehnii (F. Schmidt) Voss.
Die Art wird in bis zu zwei Formen unterteilt:
- Picea glehnii f. chlorocarpa Miyabe & Kudô hat zur Reife hin grün bis grünlich gelb gefärbte Zapfen.[1]
- Picea glehnii f. glehnii ist die Nominatform